# 182
El año 182 (CLXXXII) fue un año común comenzado en lunes del calendario juliano, en vigor en aquella fecha.
En el Imperio romano el año fue nombrado el del consulado de Sura y Rufo, o menos frecuentemente, como el 935 ab urbe condita, siendo su denominación como 182 a principios de la Edad Media, al establecerse el anno Domini.

## Acontecimientos
- Galeria Lucila se involucra en un fallido complot contra su hermano Cómodo.

## Nacimientos
- Primer emperador del reino de Wu de la era de los tres reinos, Sun Quan.

## Fallecimientos
- Lucila, hija del emperador romano Marco Aurelio.